# Carl Snoilsky
 Der er for få eller ingen kildehenvisninger i denne artikel, hvilket er et problem. Du kan hjælpe ved at angive troværdige kilder til de påstande, som fremføres i artiklen.

Carl Johan August Snoilsky (født 8. september 1841, død 19. maj 1903) var en svensk digter. 
Snoilsky blev student i Upsala i 1860 og tog fire år senere en finere eksamen. Da han var
adelig, lå den diplomatiske Vej åben for ham. Han ansattes straks i Udenrigsdepartementet og
blev i 1865 ansat i
Paris.
I 1878 gjorde han tjeneste som kabinetssekretær. Sorg i hans Familie bevirkede, at han helt trak sig tilbage fra den diplomatiske virksomhed. Han forlod Sverige og opholdt sig i Firenze
og Dresden. Hans ophold i hjemlandet var indskrænket til korte besøg, indtil han i 1890
fik ansættelse som overbibliotekar ved Det Kongelige Bibliotek i Stockholm. Det var en stilling, han havde frem til sin død.
Som ung student kom Snoilsky til Upsala i en tid, hvor næsten al litterær produktion lå i dvale. I 1861 debuterede han under pseudonymet
Sven Trøst med Små dikter og vakte allerede næste år fornyet Opmærksomhed ved en
Digtsamling Orchidéer. I 1865 udgav han Italienska bilder. Da han i 1869 samlede
sine tidligere digte med en sonetkreds España i et Bind Dikter, blev hans
navn kendt.
Snoilsky udnyttede sine idéer på en fuldendt kunstnerisk måde; i glødende vers
besynger han sit lands skønhed. Det var den sprudlende friskhed i hans digte som »Indledningssången« eller den trodsige frihedshymne »Neros gyllene hus«, der særlig gav
anledning til at tro, at hans følgende digtning skulle
blive dithyrambisk, men digtet
»Jultankar i Rom«, adskillige digte i »España« samt
de harmfulde digte om kampen mod
overmagten, fx »På Polens grav« og »Storken«, antyder, at der nærmer sig en krise.
»Sonetter« fra 1871 viser forandringen tydeligt.
Sønderrevethed og verdenstræthed udtaler sig næsten i
hver sonet. Snoilsky sammenligner
sin kunst med galionsfiguren, som kastes op på land, og han ironiserer i »Gammelt porslin« alle tings forgængelighed. De rigtstrømmende udtryk for
øjeblikkets begejstring har givet plads for refleksion og tvivl, som forråder synet på tidsforhold og begivenheder. Dette skift skyldes de personlige oplevelser og indtryk, han fik som diplomat.
Han studerede derfor sine gamle bøger og mønter. Han udgav i »Ett svenskt myntkabinett« fra 1873
en beskrivelse af sin samling og oversatte en del digte, af hvilke han i 1876 udgav »Goethes
ballader« som selvstændig bog, men hans digtning flød sparsomt.  Samme år valgtes han ind i Svenska Akademien.
Da han i 1881 udgav »Nya dikter«, var krisen endt, og disse digte opfyldte alle tidligere givne
løfter. De tidligere genrebilleder er dog blevet fortællende digte, hvori en dyb refleksion eller et
symbol er skjult.
I enkelte digte fornemmer man hans
kærlighed til hjemlandet eller roen i den genvundne fred efter sorgerne, som drev ham udenlands. 
Til sidst udgaves »Svenska bilder«
(Godtkøbsudgave 1886, Illustrationsudgave ved
Albert Edelfelt 1894).
Digtsamlinger, han senere
udgav, er:
- »Dikter, tredje samlingen« (1883)
- »Dikter, fjärde samlingen« (1887)
- »Dikter, femte samlingen« (1897)

I 1893 blev Snoilsky udnævnt til dr. phil. ved Upsala
Universitet, og samme år afsluttede han udgivelsen af 
Elias Sehlstedts »Sånger och visor i urval«. Han påbegyndte herefter det store Værk »Svenska
historiska plancher«, der omfattede tiden fra 1499 til 1718.